# 第二次世界大戦の年表 (1939年)

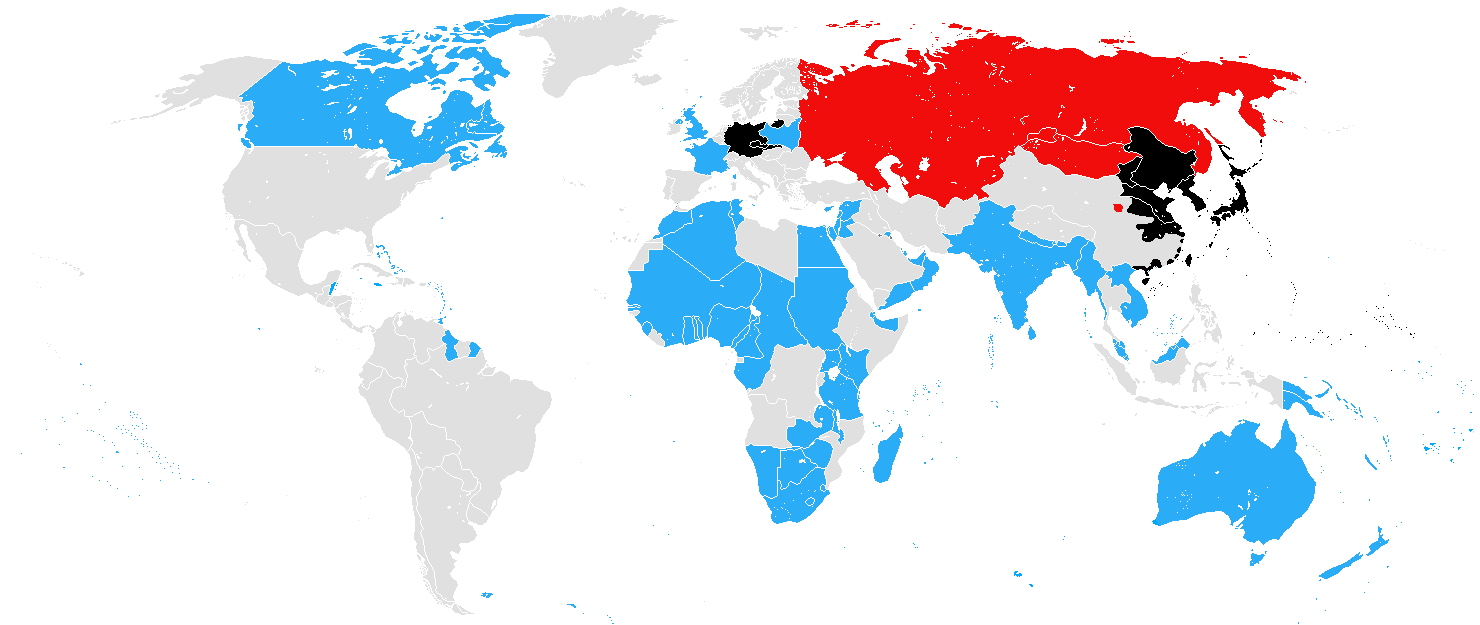
開戦当時の世界の勢力地図

第二次世界大戦の年表 (1939年)は、第二次世界大戦の1939年における経過の年表である。重要度を考慮し、国名、重要地名、重要人物および重要事件等は初出のみ「太字」で、非常に重大な事件は「太字」かつ「大きなテキスト」で表記する。

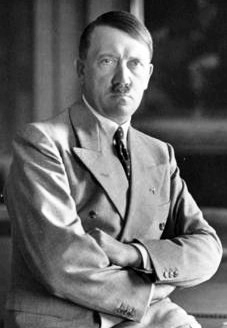
第二次世界大戦は、ナチス・ドイツの独裁者ヒトラー総統のポーランド侵攻から始まった

## 9月
- 9月1日

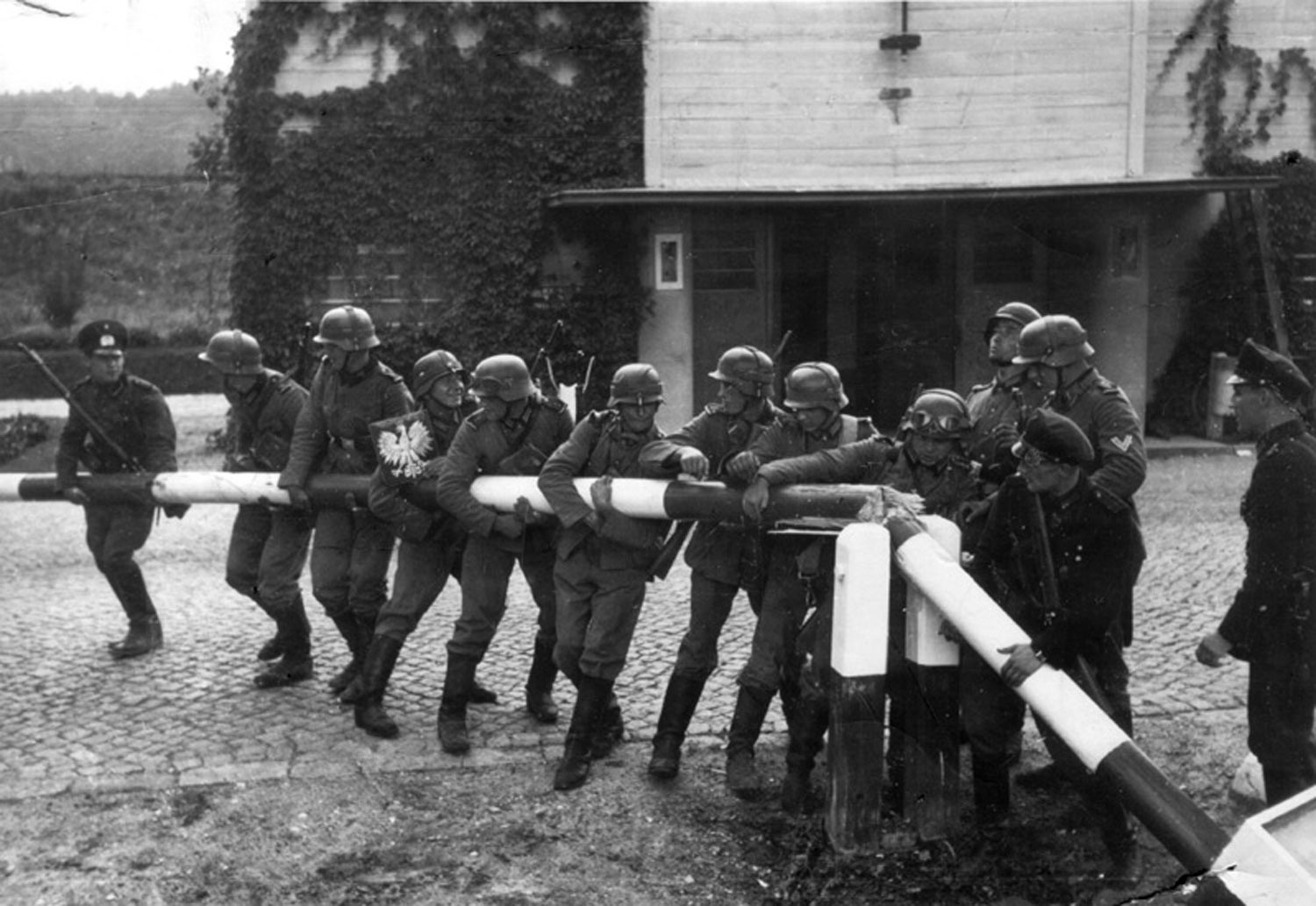
ポーランド国境のゲートを押し通るドイツ兵

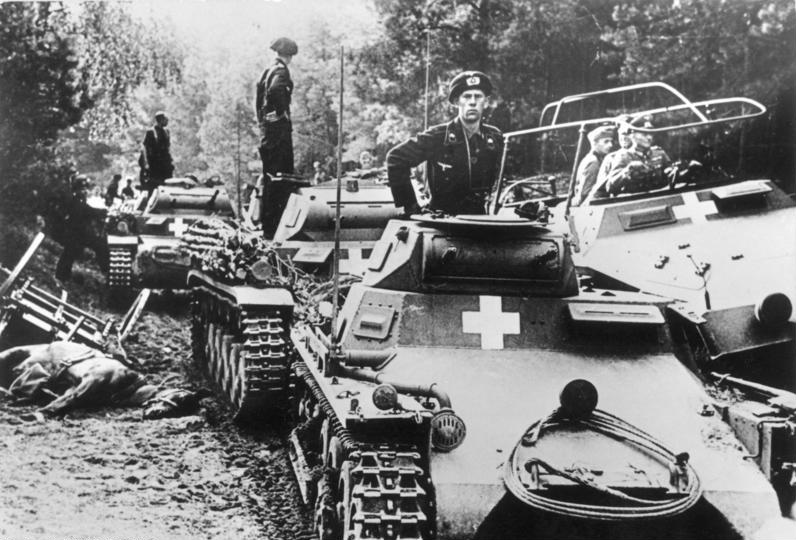
ポーランド領内を進軍するドイツ軍の戦車部隊

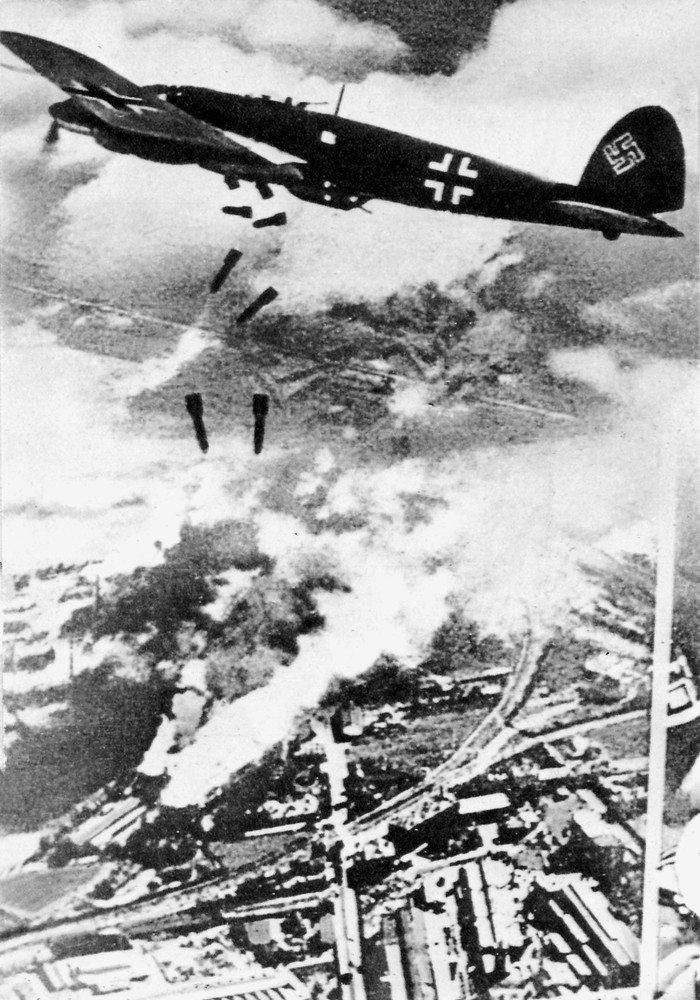
ワルシャワを無差別爆撃するハインケル He111

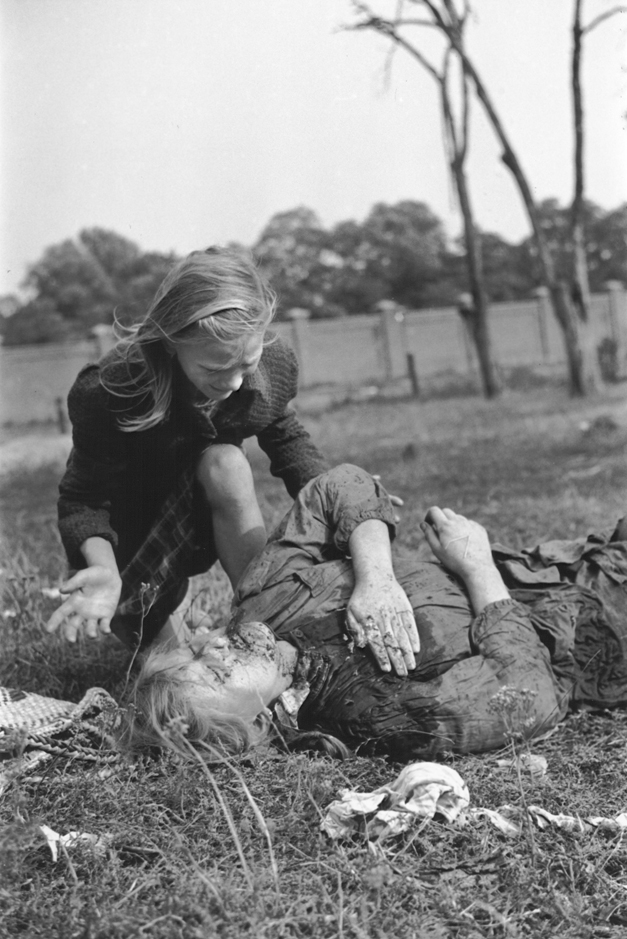
無差別爆撃で殺害された姉に泣きすがる少女

  - ナチス・ドイツのポーランド侵攻(現地時間・午前4時45分)。
  - スイスおよびノルウェー、ならびにエストニア、ラトビアおよびリトアニアのバルト三国が中立を宣言。
  - イギリス(United Kingdom)政府は国軍に総動員令を発令。同時に、ドイツ空軍の攻撃からの避難計画に着手。
- 9月2日
  - イギリスおよびフランス、共同で最後通牒を送付。ドイツ国防軍(Wehrmacht)部隊のポーランド領からの即時無条件撤退を要求。
  - イタリア王国の総統ベニート・ムッソリーニが中立を宣言。
  - アイルランドの大統領ダグラス・ハイドが中立を宣言。
  - スイスが国軍に総動員令を発令。
  - イギリス、直ちに「国民兵役法（英語版）」を制定し、完全徴兵制を施行する。これにより、18歳から41歳までの男性の国内居住者が全て召集される。
  - 自由都市ダンツィヒがドイツ[注 2]に併合される。
- 9月3日
  - イギリスがドイツに宣戦布告。オーストラリア、ニュージーランド、英領インド帝国もドイツに宣戦布告。
  - フランス政府は午後12時30分(英国夏時間)、同様の最後通牒の期限が午後3時(英国夏時間)に切れると表明[1]。
  - フランスがドイツに宣戦布告。
  - イギリスの宣戦布告から数時間以内に、グラスゴーからモントリオールに向かっていたイギリスの旅客船アセニア号が、アイルランドの北西沖400km(250マイル)にて、Uボートすなわちドイツ海軍潜水艦のU-30から、魚雷攻撃を受ける(「アセニア号事件」)。アメリカ人を含む乗客乗員112名が死亡。「大西洋の戦い」が開始。
  - アメリカ合衆国、中立を表明。大統領フランクリン・ルーズベルトがラジオ放送にて。
- 9月4日

  - 大日本帝国、ヨーロッパ情勢への中立を表明。
  - イギリス海軍本部(Admiralty)、経済戦争の一環として、ドイツへの海上封鎖の開始を告知。
  - アメリカ海軍、大西洋で哨戒行動を開始(「中立パトロール」)。
- 9月5日
  - 南アフリカ連邦の首相J. B. M. ヘルツォーク、中立宣言に支持が得られず、党幹部会で退陣に追い込まれ、副首相ヤン・スマッツに交替。
  - アメリカ合衆国、公式に中立を宣言[2]。
- 9月6日
  - 南アフリカ連邦の新首相ヤン・スマッツ、ドイツに宣戦布告。
  - ポーランド南部のクラクフ、ドイツ軍に占領される。
- 9月7日
  - フランス軍、ドイツ南西部でザール攻勢（英語版）を開始。ザールブリュッケンの近郊に進軍。
  - イギリス、国民登録法（英語版）を可決。身分証明書(IDカード)が導入され、政府による全ての国民の統制が認められる。
- 9月8日 - イギリス政府、商船の護衛のため、護送船団方式(convoy system)を復活させると発表。同時に、ドイツの海運の全面的な封鎖も告知。
- 9月9日 - フランス軍のザール攻勢（英語版）、この日までに軽防備のドイツ領内をおおよそ13km(8マイル)進軍し、Warndtの森の地雷原で膠着状態に陥る。
- 9月10日 - カナダ、ドイツに宣戦布告[3]。
- 9月11日 - 英領インドの総督リンリスゴー侯、州政府の自治を認める新インド統治法（英語版）の施行を、参戦を理由に無期延期。
- 9月12日 - フランス軍のモーリス・ガムラン大将、ドイツ領内への進軍停止を命じる。
- 9月15日 - ポーランド軍、同国南東部のルーマニア国境[注 3]付近にて、英仏軍の到着までの徹底抗戦を決定[4]。
- 9月16日
  - ドイツ軍、ワルシャワの包囲を完成。
  - フランス軍、ドイツ領内からの撤退を完了。ザール攻勢（英語版）が終了。

- 9月17日

独ソ両軍によるポーランド侵攻および分割の経過。黒がドイツ軍、赤はソビエト連邦軍 (動画)

  - ソビエト連邦のポーランド侵攻。独ソ不可侵条約の秘密議定書による。ソビエト連邦軍はポーランド東部のビャウィストクおよび東ガリツィアを占領し、さらにカーゾン線に達する(第五次ポーランド分割)。
  - イギリス海軍(Royal Navy)の航空母艦カレイジャス、アイルランド沖でドイツ海軍の潜水艦U-29（英語版）により撃沈。
  - 大日本帝国陸軍、中華民国の江西省北部から湖南省に西進し、省都長沙を攻撃(長沙の戦い、湘贛会戦（英語版）または第一次長沙戦役)。
- 9月18日
  - ポーランドの大統領イグナツィ・モシチツキおよびポーランド軍の最高指揮官・ポーランド元帥エドヴァルト・リッツ＝シミグウィ、ルーマニアに脱出し、同国で抑留される。
  - ソビエト連邦軍、ポーランドのヴィリニュス(当時はポーランド領)およびブレスト＝リトフスク(現ベラルーシ共和国ブレスト)に到達。
  - ポーランド軍の潜水艦オジェウ、抑留されていたエストニアの首都タリンからエストニア軍の隙きをついて脱出。イギリスへ向かう。

- 9月19日

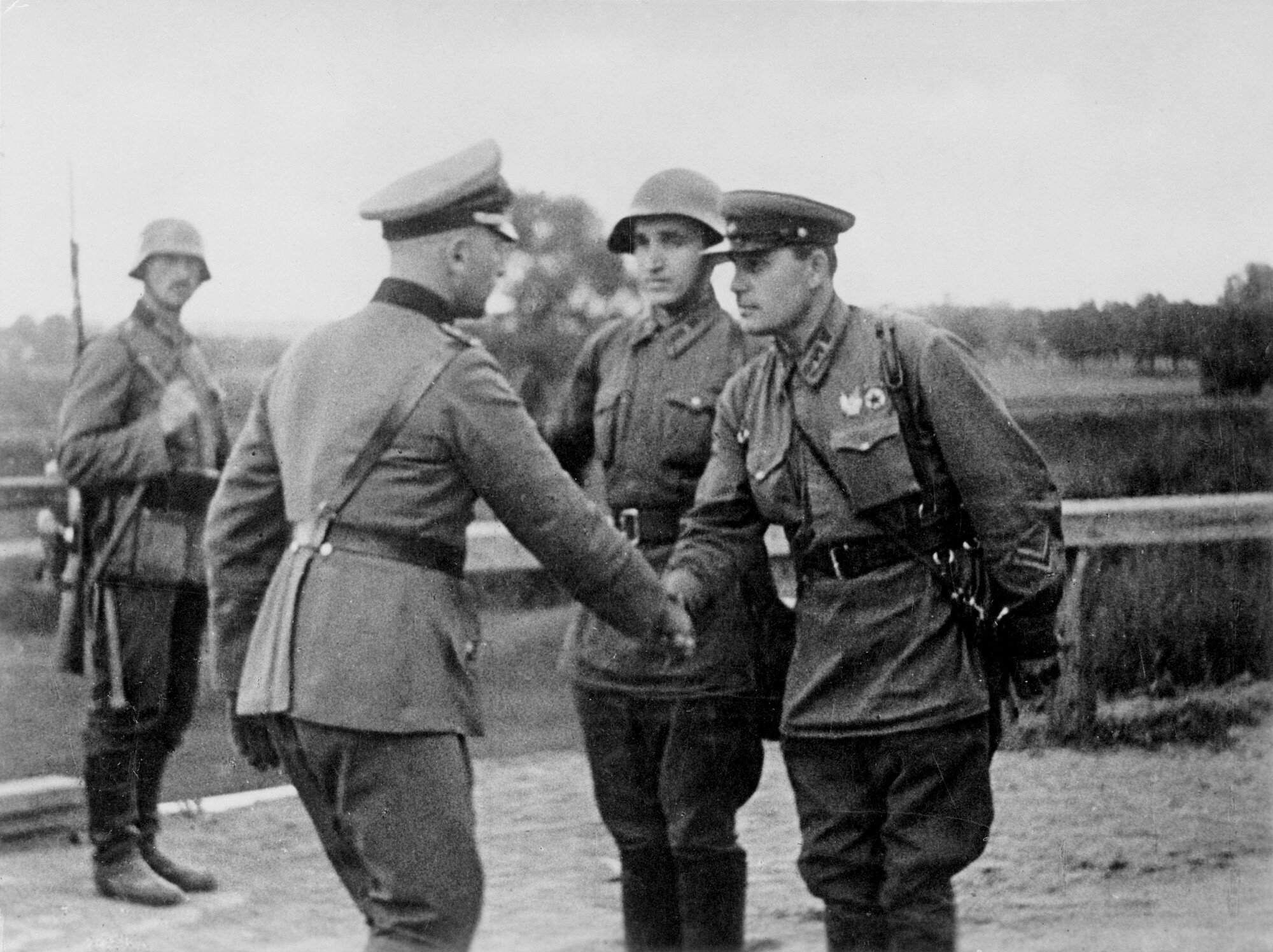
ポーランド分割の境界線で握手する独ソ両軍の将校

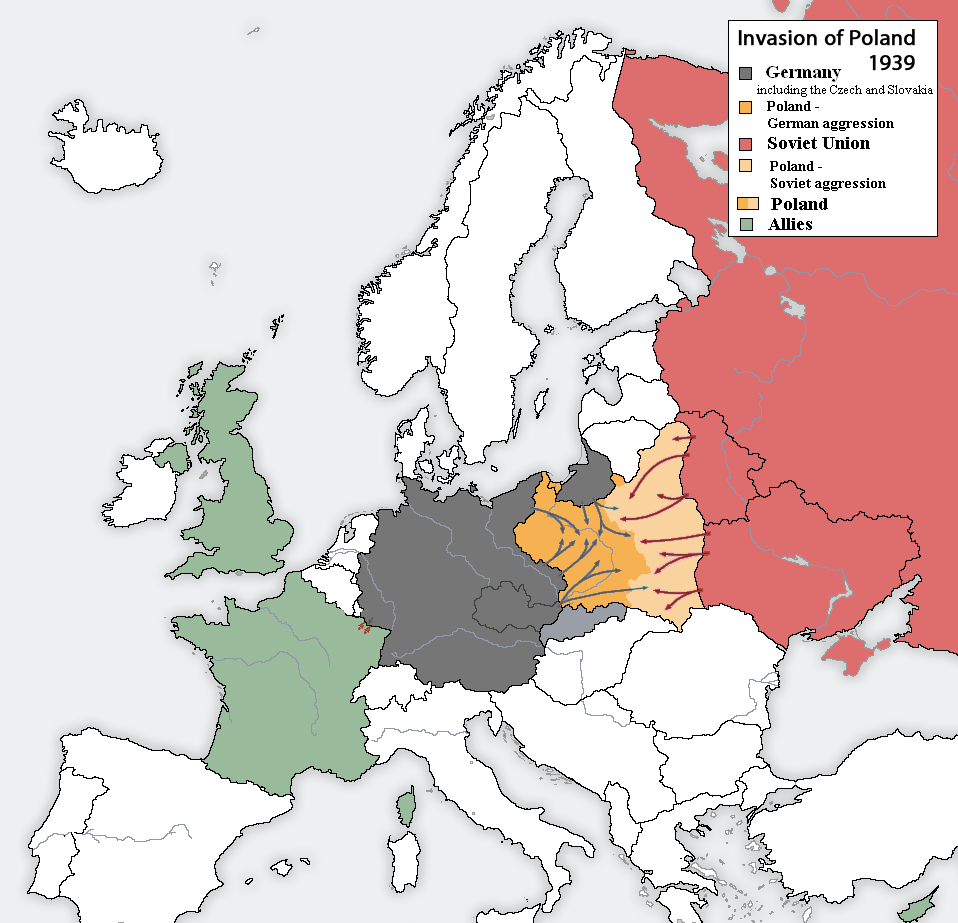
独ソのポーランド分割および周辺地図

  - ドイツおよびソビエト連邦の両軍、ブレスト＝リトフスク付近で合流。
  - ソビエト連邦、エストニアの首都タリンを海上封鎖。
  - ソビエト連邦およびモンゴル、ノモンハン事件で大日本帝国に勝利[注 4]。日ソ国境紛争が終結。
- 9月21日 - ルーマニアの首相アルマンド・カリネスク、極右の鉄衛団(Garda de Fier)に暗殺される。
- 9月24日 - ソ連空軍、エストニアの領空を侵犯。エストニアの使節団はソビエト連邦の外交代表ヴャチェスラフ・モロトフと協議。モロトフは軍事的な恫喝により、エストニア国内にソビエト連邦軍の基地を要求。
- 9月25日
  - ドイツで銃後対策が開始。第一弾として食料配給制度が始まる。
  - ソビエト連邦軍、エストニアとの国境付近に兵力を結集(戦車800両、軍用機600機、兵士16万人)。ソ連空軍はエストニア領空の侵犯を続ける。
- 9月26日
  - 重砲による砲撃支援の下、ドイツ国防軍が大規模な歩兵部隊により、ポーランドの首都ワルシャワの中心部を急襲。
  - ソ連空軍の爆撃機、エストニアの首都タリンの上空で目撃される。
- 9月27日
  - 西部戦線におけるドイツ国防軍の最初の攻勢作戦。ジークフリート線のカノン砲(gun)で、フランスのマジノ線後方の複数村落を砲撃。
  - アドルフ・アイヒマン、ユダヤ人[注 5]の強制移送の責任者に。
- 9月28日
  - ドイツ・ソビエト境界友好条約が締結。秘密議定書では、ソビエト連邦がポーランド分割の境界線で譲歩し、代わりにリトアニアを勢力圏として認められる。ソビエト連邦側代表モロトフおよびドイツ側代表リッベントロップにより署名。
  - ワルシャワ中心街のポーランド陸軍の残存兵および市民兵、ドイツ国防軍に降伏。
  - ソビエト連邦軍、ラトビア国境付近に兵力を結集。ラトビアはソ連機に領空侵犯される。
  - エストニア、ソビエト連邦との10年間の相互援助条約に調印。ソビエト連邦はエストニアの独立を尊重することと交換に、エストニア国内に3万人の駐留する軍事基地を獲得。
- 9月30日
  - ドイツ海軍装甲艦アドミラル・グラーフ・シュペー、ブラジル・ペルナンブーコ州の沖合にて、同艦としては初めて商船を撃沈(被害艦はイギリスの貨物船クレメント号)。
  - 独仏国境のフランス軍、ドイツの侵攻に備え、マジノ線まで後退[5]。

## 10月
- 10月2日

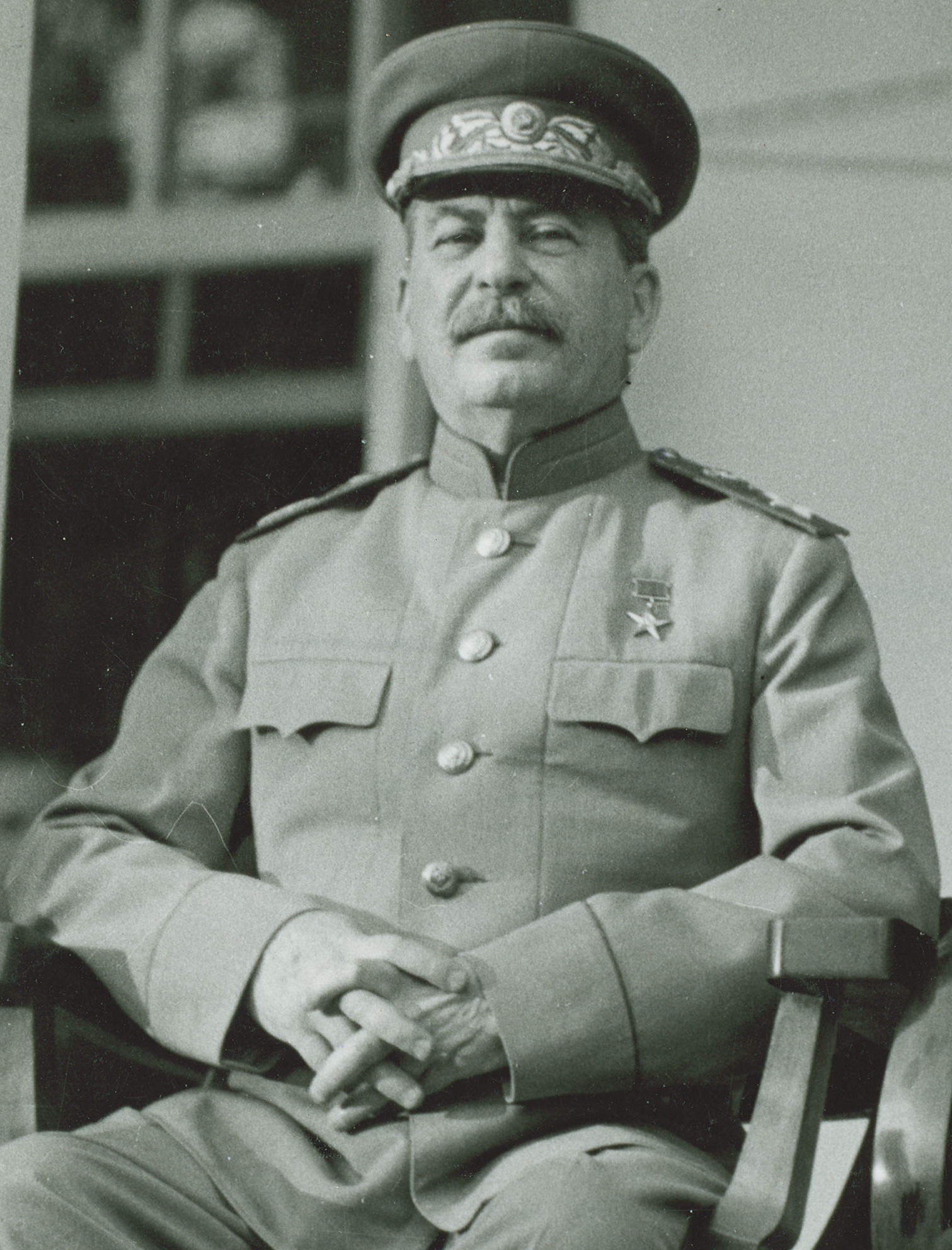
もう一人の独裁者、ソ連のスターリン書記長もまた、東側からヨーロッパへの侵略を進める

ドイツおよびソビエト連邦によるヨーロッパの分割支配。北からEstonia, Latvia, Lithuaniaが角逐の場となるバルト三国

  - ラトビアの使節団、ソビエト連邦のヨシフ・スターリン書記長およびモロトフ外務人民委員と協議。軍事基地を提供しない場合の占領を通告される。
  - パナマ宣言。(カナダを除く)全ての南北アメリカ諸国が、アメリカ大陸の周辺水域での交戦国の活動を禁止(汎アメリカ安全保障水域（英語版）)。沿岸から約480km(300マイル)までの中立水域をアメリカ合衆国海軍が哨戒。
- 10月3日
  - イギリス軍、ドイツの西部侵攻に備え、ベルギー国境に移動。
  - リトアニアの使節団、ソビエト連邦のヨシフ・スターリン書記長およびモロトフ外務人民委員と会見。スターリンは、旧首都ヴィリニュスのポーランドからの返還と引き換えに軍事基地を要求。リトアニア側は甘受。
- 10月5日 - ラトビア、ソビエト連邦との10年間の相互援助条約に調印。ラトビアは国内に25,000人規模のソビエト連邦軍の基地を提供。スターリン書記長はラトビアの独立を尊重すると述べる。
- 10月6日 - 日中戦争における長沙の戦い(湘贛会戦（英語版）または第一次長沙戦役)で、中華民国が大日本帝国に勝利。
- 10月7日 - リトアニア、使節団を再びソビエト連邦に送る。ソビエト連邦は軍事基地の提供を再度要求。
- 10月9日 - ドイツがフランス、ベルギー、オランダおよびルクセンブルクへの侵攻準備に入る(「黄色作戦」)。
- 10月10日
  - ポーランド軍の最後の残存兵力、ドイツ国防軍に降伏。
  - ドイツ海軍首脳部、ヒトラー総統にノルウェーの占領を進言。
  - イギリスのチェンバレン首相、ドイツのヒトラー総統からの和平提案を拒否。
  - リトアニア、15年間のソビエト・リトアニア相互援助条約（英語版）に調印。ソビエト連邦はリトアニア国内の基地に2万人の兵士を駐留。(代わりに、秘密議定書に基づきポーランド領の旧首都ヴィリニュスはリトアニア領に戻る。)これにより、全てのバルト三国がソビエト連邦の勢力圏に入る。
- 10月11日 - この日までに推定15万8,000人のイギリス軍がフランスに上陸。
- 10月12日
  - アドルフ・アイヒマン、オーストリアおよびチェコスロバキアのユダヤ人をポーランドに追放開始。
  - フランスのダラディエ首相、ドイツのヒトラー総統からの和平提案を拒否。
  - フィンランドの使節団、ソビエト連邦のスターリン書記長とモロトフ外務人民委員と会見。ソビエト連邦側は、首都ヘルシンキ近辺の軍事基地の提供、およびカレリア地峡の国境線を西へ移動させることを要求。
- 10月14日

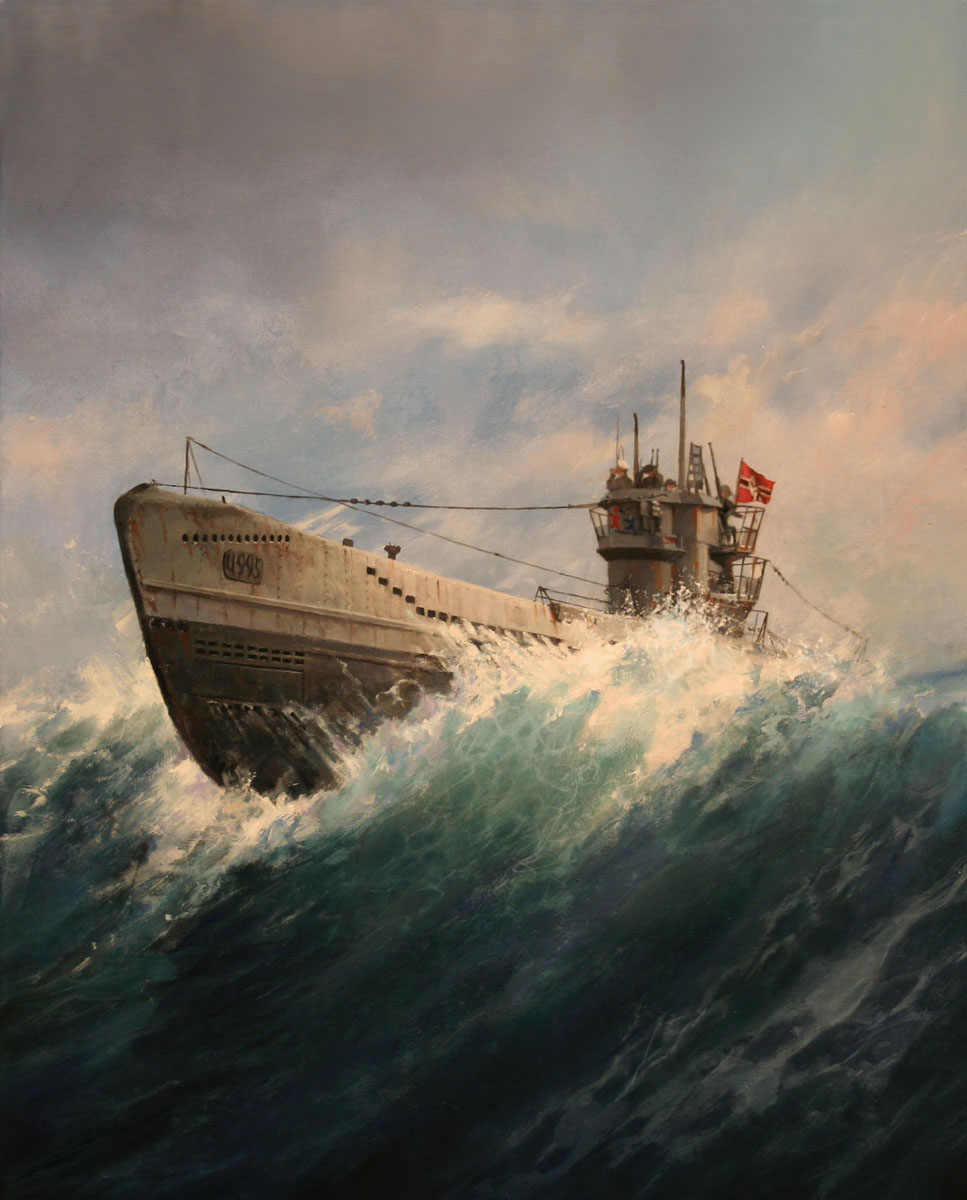
ドイツ海軍の潜水艦Uボート

- - イギリス海軍の戦艦ロイヤル・オーク、スコットランド沖のスカパ・フローにて、ドイツ海軍ギュンター・プリーン大尉の指揮する潜水艦U-47（英語版）に撃沈される。
  - フィンランドの使節団、ソビエト連邦のスターリン書記長と再び会見。交渉があまりに長引くならば、両国軍に「予期せぬ出来事」が起こり得ると告げられる。
- 10月16日 - イギリス本国への最初の航空攻撃。スコットランドのフォース湾でいくつかの艦船が狙われる[6]。
- 10月18日 - 最初のソビエト連邦軍がエストニアに進駐。この間、12,600人のバルト・ドイツ人(ドイツ系エストニア人)がエストニアから出国。
- 10月19日
  - ポーランドの一部が正式にドイツに編入される。
  - ポーランドのルブリンに最初のユダヤ人ゲットーが設置される。
- 10月20日
  - フランス軍部隊、マジノ線の宿舎およびトンネルに籠城。「まやかし戦争」(Phoney war)の常態化。
  - イギリス軍、マジノ線と水路の間隙に沿って新たな要塞を建設。
  - カトリック教会のローマ教皇ピウス12世、司教への教書(回勅)にて、人種差別と独裁政治を強く非難。
- 10月27日 - ベルギー、中立を表明。
- 10月30日 - イギリス政府、ドイツがユダヤ人および反ナチ派を収容する強制収容所を建設しているとの報告を発表[7]。
- 10月31日 - ドイツ国防軍のエーリッヒ・フォン・マンシュタイン中将、フランス侵攻計画(「マンシュタイン計画」)を立案。ベルギーではなく、アルデンヌの森を通過。

## 11月
- 11月1日

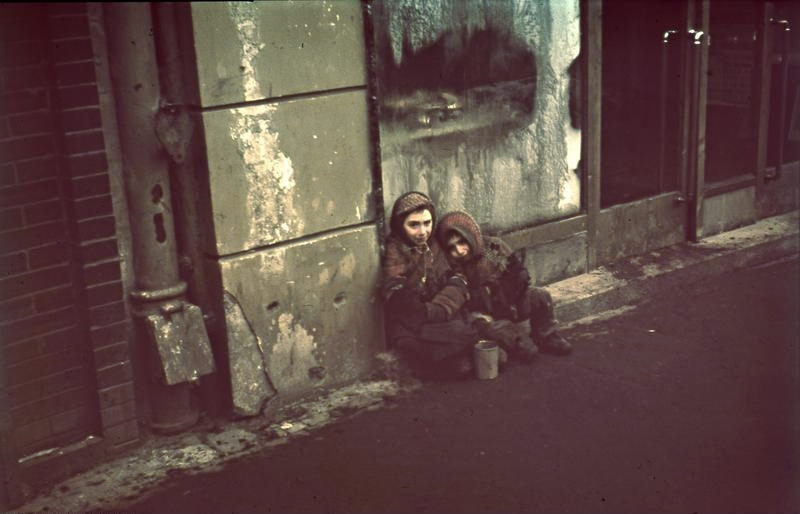
飢えに苦しむワルシャワのユダヤ人ゲットーの子ども(1940年)。ナチス・ドイツのユダヤ人差別政策は急速に過激化していく

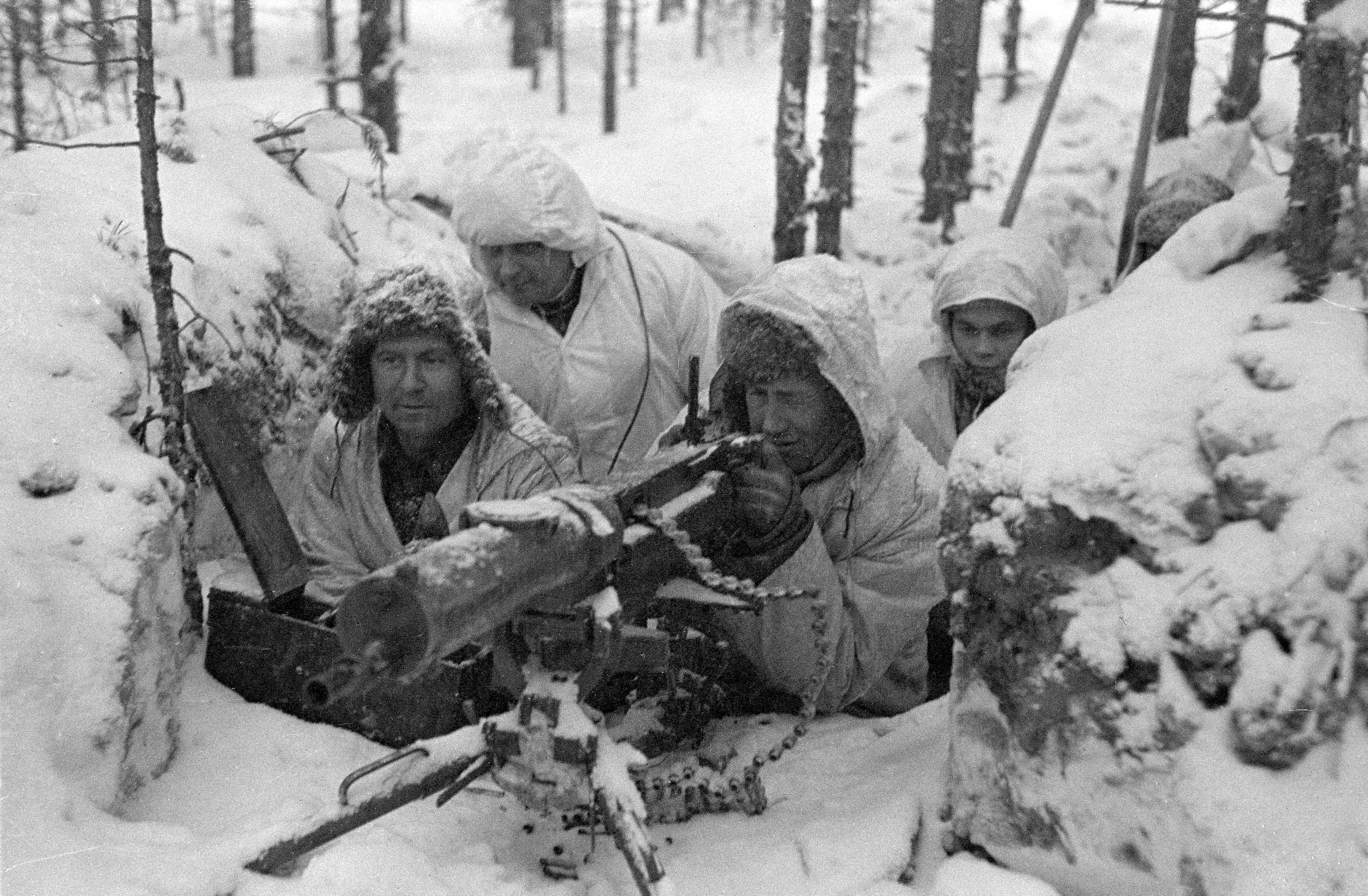
豪雪の中、侵攻するソ連軍を迎え撃つフィンランド兵

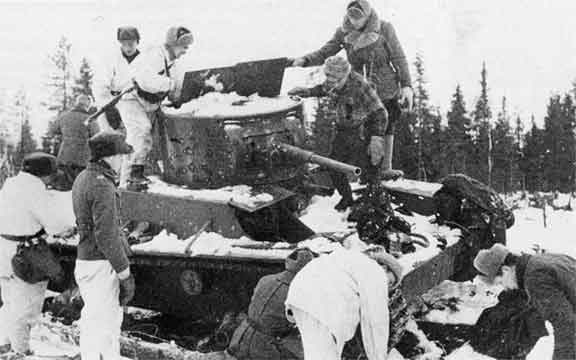
ラーッテ林道の戦いに勝利後、鹵獲(ろかく)したソ連軍の戦車T-26を点検するフィンランド兵

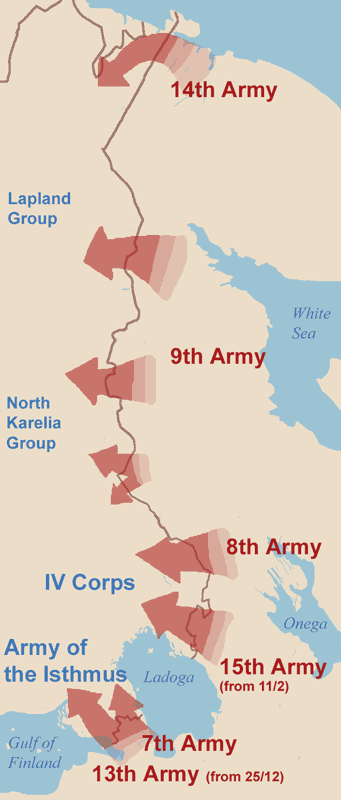
冬戦争にて、侵攻するソ連軍およびそれを迎撃するフィンランド軍の略図

  - ポーランド回廊を含むポーランド領の一部がドイツに併合される。
  - ソビエト連邦、ポーランド東部の占領地域をソビエト連邦のウクライナおよびベラルーシに併合。
- 11月3日 - フィンランドとソビエト連邦、再び新たな国境について協議。フィンランド側は、領土問題での譲歩を拒否。
- 11月4日
  - アメリカ合衆国で新たな中立法が通過。イギリスおよびフランスは現金取引に限り、兵器の購入を認められる。アメリカの孤立主義者は「暴挙」と非難。
  - シーメンス社に勤務するドイツの物理学者、オスロのイギリス大使館に匿名の手紙を送り、現行および開発中の兵器技術の情報を提供。
- 11月8日 - ドイツ・ミュンヘンのビアホールにて、ヒトラー総統が偶然にイギリス空軍の爆撃を受けたが無事。ミュンヘン一揆の記念祭で演説中に。
- 11月13日 - フィンランドとソビエト連邦、交渉決裂。
- 11月14日 - ポーランド亡命政府、イギリスのロンドンに移転。
- 11月16日 - イギリスの一般市民に最初の死者が出る[8]。ドイツ空軍の爆撃機によるスコットランド・オークニー諸島への空襲で(被害者はJames Isbister)[8]。
- 11月17日 - アイルランド共和軍 (IRA) にイギリス・ロンドンでの爆弾テロ未遂の容疑。
- 11月20日 - ドイツ空軍およびUボート（ドイツ海軍潜水艦）、イギリス・テムズ川河口への機雷敷設を開始。
- 11月23日 - ポーランドのユダヤ人、ダビデの星の腕章を付けるよう命令される。
- 11月24日 - 大日本帝国、広西省（現・広西チワン族自治区）の省都南寧を占領したと発表。
- 11月26日 - ソビエト連邦軍の砲兵、フィンランド国境付近の自国のマイニラ村を砲撃（マイニラ砲撃事件）。開戦事由を作り上げるための偽旗作戦。
- 11月29日 - ソビエト連邦、フィンランドと国交断絶。
- 11月30日
  - - ソビエト連邦、フィンランドと「冬戦争」を開始。
  - - フィンランドの首都ヘルシンキなどがソ連空軍により爆撃される。

## 12月
- 12月1日
  - - フィンランドのアイモ・カヤンデル政権が総辞職。後継は、リスト・リュティ首相。
  - - 国境の町テリヨキで、オットー・クーシネンを首班とするフィンランド民主共和国がソ連の後援のもと建国される。以後、ソ連は同政府がフィンランドを代表する唯一の正当政権だと主張。
- 12月5日 - ソビエト連邦軍、マンネルハイム線への大攻勢を開始。
- 12月7日 - イタリア王国、再び中立を宣言。隣国のノルウェー、スウェーデンおよびデンマークも冬戦争への中立を布告。
- 12月11日 - ソビエト連邦軍、フィンランドとの冬戦争で、いくつかの戦術的敗北。
- 12月13日 - 南アメリカのウルグアイの首都モンテビデオ沖にて、ラプラタ沖海戦が発生。イギリス海軍の重巡洋艦エクセター、軽巡洋艦アキリーズおよび軽巡洋艦エイジャックス、ドイツ海軍のアドミラル・グラーフ・シュペーと交戦。
- 12月14日
  - ドイツ海軍のアドミラル・グラーフ・シュペー、戦闘で大破し、モンテビデオ港に退却。
  - ソビエト連邦、国際連盟から追放[9]。ソビエト連邦軍のフィンランド侵攻への対応として[9]。
- 12月15日 - ソ連陸軍、フィンランドのタイパレ(現ロシア連邦レニングラード州Solovyovo)を急襲[10]。
- 12月17日 - ドイツ海軍のアドミラル・グラーフ・シュペー、国際法に従い、中立国ウルグアイのモンテビデオ港から退去し、間もなく自沈。艦長ハンス・ラングスドルフは抑留される。
- 12月18日
  - 最初のカナダ軍部隊がヨーロッパに到着。
  - ドイツ空軍、ヘルゴラント・バイトの戦い（英語版）でイギリス空軍に勝利。
- 12月20日 - ドイツ海軍のアドミラル・グラーフ・シュペーの艦長ハンス・ラングスドルフ大佐、自決。
- 12月27日 - 最初のイギリス軍インド人部隊がフランスに到着。
- 12月28日 - イギリスで肉類の配給が始まる。